# Iphimoides
Iphimoides es un género de insecto coleóptero de la familia Chrysomelidae.

## Especies
- Iphimoides fabianae Zoia, 2004
- Iphimoides fulvus Medvedev, 2004